# Gita
Gita je ženské křestní jméno latinského původu. Jedná se o zkrácenou verzi jména Margita, které pochází z latinského výrazu margarita (perla). Domácké podoby zdrobněliny pro jméno Gita mohou být Gitka, Gituška, Gituš, Gíta či Gitečka a další. 
V českém občanském kalendáři má svátek 10. června.

## Statistické údaje
Následující tabulka uvádí četnost jména v ČR a pořadí mezi ženskými jmény ve srovnání dvou roků, pro které jsou dostupné údaje MV ČR – lze z ní tedy vysledovat trend v užívání tohoto jména:
| Rok       | Četnost  | Pořadí   |
| 1999      | 245      | 395.     |
| 2002      | 248      | 389.     |
| Porovnání | o 3 více | o 6 lépe |
| 2006      | 251      | 457.     |

Změna procentního zastoupení tohoto jména mezi žijícími ženami v ČR (tj. procentní změna se započítáním celkového úbytku žen v ČR za sledované tři roky 1999–2002) je +2,0 %.

## Známé nositelky jména
- Gita Zbavitelová – zpravodajka působící v Českém rozhlase
- Gita Mehta – indická spisovatelka
- Gita Pechová –  slovenská spisovatelka
- Gita Gutawa – indonéská zpěvačka a textařka
- Gita Dudová – textilní umělkyně a spisovatelka
- Gita Lauschmannová – česká spisovatelka
- Gita Kalmet – estonská diplomatka a bývalá herečka

### Fiktivní postavy
- Gita Kapoor – fiktivní postava v soap opeře EastEnders
- Gita Petrová – seriálová postava z Ordinace v růžové zahradě